# Новые Пруды (Оренбургская область)
Новые Пруды — посёлок в Тоцком районе Оренбургской области. Входит в состав Суворовского сельсовета.

## История
В 1966 г. Указом Президиума ВС РСФСР поселок отделения № 1 совхоза «Тоцкий» переименован в Новые Пруды.

## Население
| 2010 |
| ---- |
| 0    |